# NGC 6860
NGC 6860 est une galaxie spirale barrée située dans la constellation du Paon. Sa vitesse par rapport au fond diffus cosmologique est de 4 378 ± 25 km/s, ce qui correspond à une distance de Hubble de 64,6 ± 4,5 Mpc (∼211 millions d'al). NGC 6860 a été découverte par l'astronome britannique John Herschel en 1836.

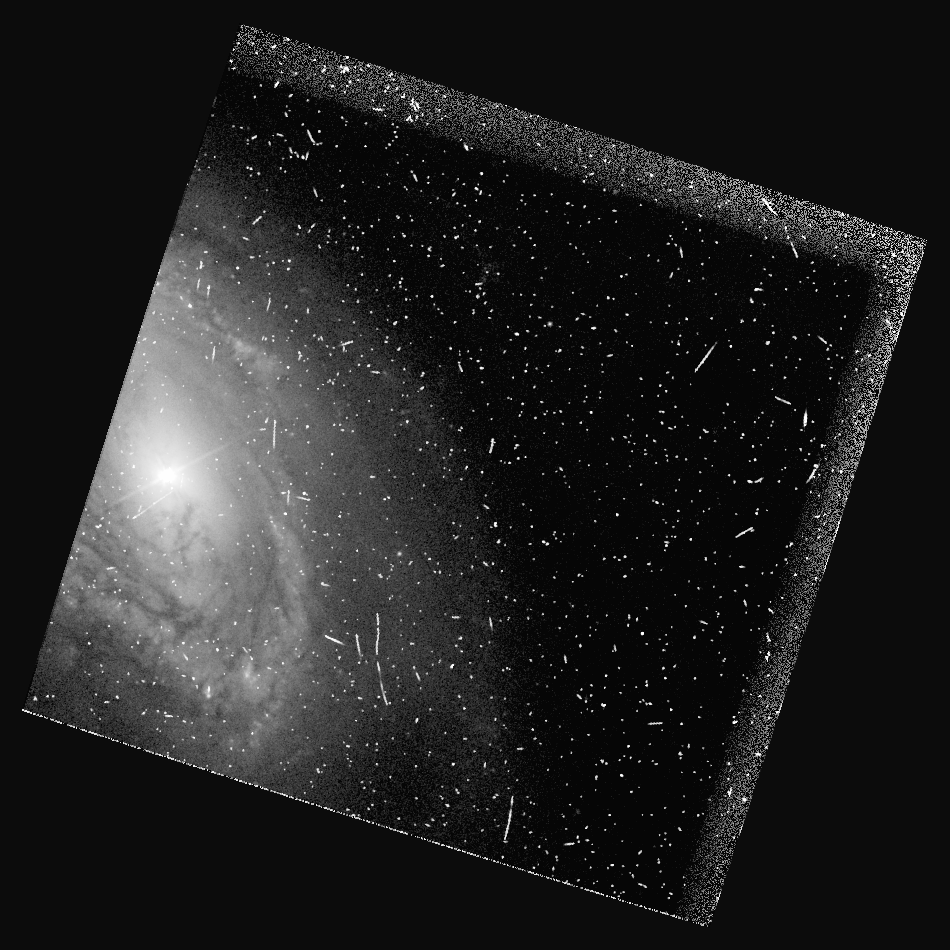
NGC 6860 par le télescope spatial Hubble.

La classe de luminosité de NGC 6860 est II et c'est une galaxie active de type Seyfert 1.5.